# Edgar Wallace
Richard Horatio Edgar Wallace (Greenwich, 1º aprile 1875 – Beverly Hills, 10 febbraio 1932) è stato uno scrittore, giornalista, drammaturgo e sceneggiatore britannico.
Assieme ad Arthur Conan Doyle e Agatha Christie è considerato un maestro della letteratura gialla e in particolare del poliziesco, il genere letterario che fiorì in Inghilterra e negli Stati Uniti nel primo quarto del Novecento.
Wallace ha scritto 175 romanzi, 24 drammi e numerosi articoli giornalistici. Oltre 160 film hanno preso spunto dalle sue storie. Inoltre è stato tra gli sceneggiatori del film King Kong del 1933.

## Biografia
Richard Horatio Edgar Wallace nacque il primo aprile 1875 a Greenwich, al 7 di Ashburnam Grove. Figlio illegittimo di Richard Horatio Edgar, attore di teatro, e della ballerina Mary Jane "Polly" Richards, a causa di problemi lavorativi e anche di vita, il 9 aprile la madre affida il figlio alla famiglia Freeman, a Billingsgate, decidendo di vederlo solamente per quattro anni. Tuttavia questo non incise molto sull'infanzia di Edgar che anzi fu piuttosto felice, grazie soprattutto al duro impegno della sorellastra Clara che diverrà per lui come una seconda madre. George Freeman, il padre adottivo, diede al figlio una buona educazione scolastica. Edgar ereditò dal vero genitore la carnagione scura e l'estroversione; tuttavia sia mentalmente sia letteralmente egli cercò di dimenticare o di allontanare la figura paterna dalla sua vita. Durante l'adolescenza Edgar intraprese molti lavori e fu un accanito scommettitore alle corse ippiche. Nel 1894 si fidanzò con Edith Anstree, una ragazza di Deptford che lasciò arruolandosi in fanteria e finendo a combattere in Sud Africa. Non essendo un soldato affidabile, venne trasferito al Royal Army Medical Corps, ma anche qui la sistemazione non fu di suo gusto. Venne ulteriormente trasferito, finendo nel Press Corps, dove finalmente si sentì a suo agio.
Dal 1898 Edgar Wallace fu corrispondente di guerra per il Daily Mail durante la Guerra Boera. Qui conobbe l'autore e poeta Rudyard Kipling che ammirerà notevolmente.
Con Edith Anstree lontano dalla sua vita e dai suoi pensieri, Edgar conobbe Ivy Maude Caldecott, una delle sue più avide lettrici, che sposò nel 1900. I due si trasferirono presto in una grande casa al 6 di Tressilian Crescent, Brockley, dove vissero per circa trenta anni; una targa commemorativa lo ricorda sulla facciata dell'abitazione. Disse che la casa gli piaceva per via del giardino sul retro che poteva lasciarlo fuggire dai creditori. Quello stesso anno Ivy partorì Eleanor Clare Hellier Wallace, la loro prima figlia, ed Edgar conobbe il finanziere Harry F. Cohen. Nel 1902, con la complicità di quest'ultimo, il futuro scrittore scrisse un articolo riguardante il generale Kitchener sulla firma del trattato di pace della guerra anglo-boera. Impressionato notevolmente, Cohen nominò Edgar Wallace direttore del Rand Daily Mail con uno stipendio di 2.000 £ all'anno.
Superstiziosamente Edgar Wallace vedeva ogni "economizzazione" come un segno della fine della sua fortuna e così aveva vissuto con 2.000 £ in eccesso del suo stipendio fin dal primo giorno lavorativo. Improvvisamente in meno di 24 ore Eleanor morì di meningite a due anni di età. Scossi dallo shock e dal grandissimo dolore Edgar e Ivy finirono per indebitarsi ed egli venne licenziato. La morte della loro bambina causò in Ivy un profondo odio verso Johannesburg dove soggiornavano. Edgar vendette quindi la casa nella città sudafricana e, caricati velocemente i bagagli su una nave, partì con la moglie alla volta della Gran Bretagna, tenendola però all'oscuro sulla loro situazione finanziaria. Quando sbarcarono Edgar Wallace aveva in tasca solo 12 scellini.
Nel 1903 un altro fatto sconvolse profondamente Edgar Wallace: Polly, la madre che lui non aveva mai visto, gravemente malata e anziana si presentò al figlio sperando in un'assistenza sanitaria. Era a conoscenza dell'illustre carriera che egli aveva intrapreso nel 1890, ma nessuno sapeva che la povera donna si era impoverita molto. Ancora in lutto per Eleanor e preoccupato per la sua situazione finanziaria, Edgar Wallace diede solo qualche soldo alla madre e, con insolita durezza, la cacciò via. Polly andò a Bradford dove ebbe un collasso e morì nel Bradford Infirmary. Il figliastro, Henry William Donovan, le pagò la sepoltura. Quando Ivy, che era fuori di casa al momento della visita, venne a sapere dell'accaduto rimproverò il marito per l'eccessiva durezza avuta nei confronti della madre. Solitamente una persona generosa, Edgar Wallace promise che presto avrebbe aiutato la povera donna, ignaro della sua morte.
Il primo evento fu la seconda gravidanza di Ivy nel 1904 che le provocò molta ansia e stress. Poi, dal 1904 al 1905 Edgar andò come corrispondente nella Guerra russo-giapponese. Nei Balcani incontrò spie inglesi e russe che furono fonte d'ispirazione per alcuni romanzi. Tornò in Gran Bretagna con già in testa l'idea di I quattro giusti, il primo romanzo prototipo degli odierni thriller, narrante la storia di quattro che uomini che uccidono in nome della giustizia. Fece appena in tempo a vedere suo figlio Bryan Edgar Wallace, perché i due poi partirono per il Sud Africa. Per pubblicare il libro Edgar dovette inventarsi una casa editrice, la Tallis Press. Mise in palio 1.000 £ per chi avesse indovinato il metodo usato per assassinare le persone nel suo romanzo. Non disponendo di una tale somma Edgar Wallace chiese un prestito a Harmswroth, che rifiutò prontamente.
Entusiasta, ma senza alcuna sostanziale capacità gestionale, Edgar commise un errore ancor più grave: non riuscì a includere nel concorso la clausola che limitava i premi solamente ai primi tre classificati. Edgar si ritrovò così a dover pagare ogni persona che sarebbe riuscita a indovinare la soluzione. Si accorse così di non poter disporre della somma sufficiente per pagare tutti, ma se avesse tolto il concorso avrebbe peggiorato la situazione, perché per molte persone anche solo 250 £ potevano significare molto.
Nel 1907 Edgar Wallace viaggiò in Congo per vedere come il re sfruttava i suoi sudditi. Nello stesso anno Ivy rimase incinta ancora una volta e ciò le procurò molta ansia, perché Bryan aveva due anni. Sempre nello stesso anno ci furono due denunce al Daily Mail, ma Edgar non rimase direttamente coinvolto. Al ritorno dal Congo, a causa di questa situazione, venne congedato da Harmsworth. Ivy, che nel frattempo era riuscita a conoscere la situazione finanziaria familiare, partorì Patricia, ma il matrimonio si stava lentamente disgregando. Ancora una volta Edgar trovò una nuova opportunità nella signora Isabel Thorne, che curava una rivista minore. La Thorne gli affidò l'incarico di scrivere una serie di romanzi aventi lo stesso protagonista. Nacque così nel 1909 il personaggio di Sanders, il governatore di una colonia in Africa occidentale che non esita ad utilizzare la forza bruta per imporre il dominio britannico sulle rive di un grande fiume.
Dal 1908 al 1918 Edgar Wallace scrisse tantissimi libri per soddisfare i suoi creditori, producendo alcuni dei suoi capolavori. Instaurò anche una profonda amicizia con sua nipote, Grace Donovan, amicizia che durerà tutta la vita, e verrà anche a sapere della morte della madre, incolpandosi per ciò e diventando molto stressato. Ivy rimase incinta ancora nel 1915 e l'anno seguente nacque Michael Blair Wallace. Edgar nel frattempo instaurò un intimo rapporto con Violet King, la sua nuova segretaria di 15 anni, rapporto che lo porterà al divorzio nel 1918. Ormai con Ivy e i bambini lontani da casa, trasferiti a Tunbridge Wells, Edgar sposò Violet nel 1921. Due anni dopo nacque Penelope, la loro unica figlia, che renderà molto felice lo scrittore e lo avvicinerà sempre più alla seconda moglie. Questa fiducia personale lo porterà a scrivere ancor più intensamente dei romanzi.
La sua produzione è spesso paragonata a quella di altri autori molto prolifici, come Isaac Asimov. Si dice, secondo la testimonianza di Sir Patrick Hastings, che fu suo ospite, che avesse scritto il libro The Devil Man in un weekend. La figura di Edgar Wallace compare così in alcuni libri di Stephen King, come in La cadillac di Dolan, incluso nella raccolta Incubi & deliri (1993) e anche nel saggio On Writing: Autobiografia di un mestiere (2000). Si dice che Wallace sia stato anche il primo scrittore di gialli britannico a utilizzare come protagonisti dei normali poliziotti e non dei brillanti investigatori dilettanti. Tuttavia i pochi "eroi" che sono comparsi in più romanzi tendono a non avere legami con libri della stessa serie, quindi non c'è continuità fra un episodio e quello seguente.
All'inizio di questo periodo prolifico la vita di Wallace venne sconvolta da un fatto terribile, la morte di Ivy. Le fu diagnosticato un tumore al seno nel 1923 e scrisse una lettera di aiuto all'ex marito che all'inizio non capì la gravità della situazione a causa della confusione mentale che aveva la donna. Sebbene inizialmente la rimozione del tumore avesse avuto esito positivo, nel 1925 il male divenne terminale. Per non farlo preoccupare, Ivy fece sempre credere all'ex marito di avere solo una leggera infezione al torace. Assistita da Bryan, il primo figlio, Ivy Wallace morì nel 1926.
Pochi mesi dopo il lutto Edgar raggiunse finalmente l'apice della sua carriera e una grandissima ricchezza. Lo scrittore non era solo un romanziere, bensì anche commediografo ed è provato che molte commedie hanno fatto guadagnare all'autore molto di più di alcuni romanzi famosissimi.
Oltre al ciclo de I giusti, un'altra sua creazione fu Mr J.G. Reeder, detective dall'aspetto trascurabilissimo e apparentemente innocuo, ma dotato della capacità di prevedere e capire sempre quello che pensano o hanno pensato i suoi avversari grazie alla sua "mente criminale" posta fortunatamente al servizio della polizia.
Lavorò molto in America per i giornali e per il cinematografo; scrisse il soggetto di King Kong del 1933, morendo durante la lavorazione del film e per questo motivo il suo effettivo contributo alla stesura definitiva del copione è oggetto di controversie.
Tentò anche la politica: si candidò al Parlamento, ma non venne eletto.
Era nervosissimo: fumava 80 sigarette e beveva 40 tazze di tè al giorno. Iniziava e finiva un romanzo in un week-end e si dice che creò in due giorni e mezzo una commedia che fu uno dei suoi maggiori successi. Per quanto scrivesse ininterrottamente e con una facilità miracolosa, quando morì aveva più debiti che crediti.
In tutti gli anni di scrittura, risultano alcuni libri incompleti che sono: nel 1929 The Cat Burglar, Fighting Snub Reilly, The Governor of Chi-Foo, The Little Green Man e nel 1934 The Woman from the East e (senza data) The Sooper and Others.
Alcuni libri sono stati rielaborati da Robert Curtis: nel 1933 The Green Pack, nel 1935 The Man Who Changed His Name e The Mouthpiece, nel 1936 Sanctuary Island, Smoky Cell e The Table. 
Dopo un lungo periodo di oblio, il pubblico dei "giallofili" ha decretato un secondo successo a questo autore, che aggancia l'attenzione senza ricorrere alla morbosità.

## Opere

### Romanzi
| N. | Anno Originale | Titolo originale                | Ristampe                                                                    | Anno italiano | Titolo italiano                  | Ristampe |
| -- | -------------- | ------------------------------- | --------------------------------------------------------------------------- | ------------- | -------------------------------- | --- |
| 1  | 1905           | The Four Just Men               |                                                                             | 1930          | I quattro uomini giusti          | I quattro giusti I giustizieri La banda degli inafferrabili I quattro |
| 2  | 1908           | Angel Esquire                   |                                                                             | 1932          | La tomba insanguinata            | La busta rossa L'oro di Satana L'enigma della cassaforte Il segreto della cassaforte                                                                                       |
| 3  | 1908           | The Council of Justice          |                                                                             | 1932          | Il consiglio dei quattro         | Il consiglio di giustizia Il club dei 100 rossi Il concilio della giustizia I cento                                                                                        |
| 4  | 1909           | Captain Tatham of Tatham Island | Eve's Island The Island of Galloping Gold                                   | 1933          | L'isola d'Eva                    | La crociera del Pealo |
| 5  | 1909           | The Duke in the Suburbs         |                                                                             | 1933          | Il duca nei sobborghi            | Il duca nel sobborgo Il duca di Brockley |
| 6  | 1910           | The Nine Bears                  | The Other Man Silinski, Master Criminal The Cheaters                        | 1932          | I vampiri della borsa            | Gli sciacalli della crisi N.H.C. I vampiri I nove I nove di Cadice La nave pazza I pirati della finanza I dissanguatori Vampiri N.H.C. I vampiri della metropoli           |
| 7  | 1912           | Private Selby                   |                                                                             | 1930          | La dama grigia                   | Selby il soldato La dama bruna Il soldato Selby Le avventure di Selby |
| 8  | 1913           | The Fourth Plague               |                                                                             | 1933          | La mano rossa                    | La quarta calamità Il quarto flagello La peste su Londra |
| 9  | 1913           | Grey Timothy                    |                                                                             | 1933          | Grey Timothy                     | Il cavallo grigio Mistero sul turf I briganti dell'ippodromo, Lo scandalo del turf L'avversario segreto Il delitto di Knightsbridge Il cavallo grigio e la mosca assassina |
| 10 | 1913           | The River of Stars              |                                                                             | 1930          | Il fiume delle stelle            | La miniera di diamanti Caccia ai diamanti Il fiume di stelle |
| 11 | 1915           | The Man Who Bought London       |                                                                             | 1931          | L'uomo che comprò Londra         | Il re della metropoli Il segreto del miliardario Lo strano miliardario |
| 12 | 1915           | The Melody of Death             |                                                                             | 1931          | La melodia della morte           | Sinfonia tragica La donna senza amore |
| 13 | 1916           | A Debt Discharged               |                                                                             | 1932          | I falsari                        | 20 milioni di dollari Un debito pagato Delitto e castigo Il circolo del delitto L'affare Willetts                                                                          |
| 14 | 1916           | The Tomb of Ts'in               |                                                                             | 1934          | La tomba di Ts'in                | La tomba dell'Imperatore Ts'in La tomba dell'Imperatore Il segreto del cinese                                                                                              |
| 15 | 1917           | The Just Men of Cordova         |                                                                             | 1933          | La piuma della morte             | L'agguato della morte I giusti di Cordova Il mistero del vecchio lord |
| 16 | 1917           | The Secret House                |                                                                             | 1932          | La dimora segreta                | La casa segreta La casa misteriosa La sedia della morte |
| 17 | 1918           | The Clue of the Twisted Candle  |                                                                             | 1930          | Il mistero della candela ritorta | Il caso di John Lexman La candela ritorta Il tragico Caso Lexman La miccia si è spenta                                                                                     |
| 18 | 1918           | Down Under Donovan              |                                                                             | 1933          | Forza Donovan                    | La donna in nero Il segno alla caviglia Una cosa orribile Milton Sands detective                                                                                           |
| 19 | 1918           | Those Folk of Bulboro           |                                                                             | 1933          | Gli strani casi di Bulboro       | Complotto a Bulboro |
| 20 | 1919           | The Green Rust                  |                                                                             | 1932          | La ruggine verde                 | L'arma segreta L'atroce ricatto della ruggine verde |
| 21 | 1919           | Kate Plus Ten                   |                                                                             | 1932          | La regina dei ladri              | Caterina e altri dieci Kate e i suoi dieci La strana avventuriera Il crimine gigantesco La doppia vita di Kate                                                             |
| 22 | 1919           | The Man Who Knew                |                                                                             | 1930          | L'uomo che sapeva                | Il vecchio che sapeva I cento misteri |
| 23 | 1920           | The Daffodil Mystery            | The Daffodil Murder                                                         | 1931          | Il mistero del narciso           | Lui ha voluto questa calamità |
| 24 | 1920           | Jack O'Judgment                 |                                                                             | 1932          | Il fante di fiori                | Jack il giustiziere La farina del diavolo |
| 25 | 1921           | The Book of All Power           |                                                                             | 1932          | Il libro del dominio             | La magia del potere Il libro fatale Il libro della potenza Il libro di ogni potere Il libro del potere La vendetta di Bulba La maledizione del libro onnipotente           |
| 25 | 1921           | The Law of the Just Men         |                                                                             | 1934          | La Legge Dei Quattro             | |
| 26 | 1922           | The Angel of Terror             |                                                                             | 1930          | L'angelo del terrore             | Un dramma in riviera La figlia di Satana Bella e terribile La nudità di Jeanne                                                                                             |
| 27 | 1922           | The Crimson Circle              |                                                                             | 1931          | Il cerchio rosso                 | Il cerchio scarlatto |
| 28 | 1922           | The Flying Fifty-Five           |                                                                             |               | Inedito                          | |
| 29 | 1922           | Mr. Justice Maxell              |                                                                             | 1934          | La miniera di don Alfonso        | Take-a-chance Anderson Il segreto della miniera Il giudice Maxell |
| 30 | 1922           | The Valley of Ghosts            |                                                                             | 1933          | La valle degli spiriti           | |
| 31 | 1923           | The Books of Bart               |                                                                             | 1933          | I quattro libri di Bart          | |
| 32 | 1923           | Captains of Souls               |                                                                             | 1929          | L'uomo dai due corpi             | L'uomo del mistero |
| 33 | 1923           | The Clue of the New Pin         |                                                                             | 1931          | L'enigma dello spillo            | |
| 34 | 1923           | The Green Archer                |                                                                             | 1930          | L'arciere fantasma               | L'arciere verde |
| 35 | 1923           | The Missing Million             |                                                                             | 1930          | Il mistero Walton                | Cercasi un milione Caccia al milione scomparso Caccia al milione |
| 36 | 1924           | The Dark Eyes of London         | The Croakers                                                                | 1932          | Il testamento di Gordon Stuart   | Il testamento misterioso Occhi ciechi |
| 37 | 1924           | Double Dan                      | Diana of Kara Kara                                                          | 1937          | Il camaleonte                    | Il trasformista |
| 38 | 1924           | The Face in the Night           | The diamond men The ragged princess                                         | 1931          | Il volto nell'ombra              | Il volto nella notte |
| 39 | 1924           | Room 13                         |                                                                             | 1934          | Il signor Reeder investigatore   | La stanza n° 13 |
| 40 | 1924           | The Sinister Man                |                                                                             | 1937          | Contrabbando                     | Il volto del terrore |
| 41 | 1924           | The Three Oak Mystery           |                                                                             | 1933          | Il mistero delle tre querce      | |
| 42 | 1925           | The Blue Hand                   | Beyond recall                                                               | 1993          | La mano azzurra                  | |
| 43 | 1925           | The Daughters of the Night      |                                                                             | 1933          | Le figlie dell'abisso            | Le figlie della notte |
| 44 | 1925           | The Fellowship of the Frogs     |                                                                             | 1932          | La compagnia dei ranocchi        | La società della rana La confraternita dei ranocchi |
| 45 | 1925           | The Gaunt Stranger              | The Ringer - Police Work                                                    | 1932          | Il mago                          | |
| 46 | 1925           | A King of Night                 |                                                                             | 1932          | Il pugnale di vetro              | Il pugnale di cristallo Il re di Boginda |
| 47 | 1925           | The Strange Countess            | The sin of the mother                                                       | 1936          | Condanna a vita                  | Il segreto del passato |
| 48 | 1926           | The Avenger                     | The hairy arm & the extra girl                                              | 1930          | Il giustiziere                   | Il cacciatore di teste |
| 49 | 1926           | Barbara on Her Own              |                                                                             | 1993          | Il grande giorno                 | |
| 50 | 1926           | The Black Abbot                 |                                                                             | 1932          | L'abate nero                     | |
| 51 | 1926           | The Day of Uniting              |                                                                             | 1934          | Un segreto di stato              | Segreto mortale |
| 52 | 1926           | The Door With Seven Locks       |                                                                             | 1932          | La porta dalle sette chiavi      | Le sette chiavi |
| 53 | 1926           | The Joker                       | The Colossus The Park Lane mystery                                          | 1934          | Il grande Stefano                | L'uomo che scherzava Di scherzi si muore |
| 54 | 1926           | The Man From Morocco            | Souls in shadows                                                            | 1932          | Il reduce dal Marocco            | L'uomo venuto dal Marocco |
| 55 | 1926           | The Million Dollar Story        |                                                                             | 1933          | N° 222                           | storia da un milione di dollari |
| 56 | 1926           | The Northing Tramp              |                                                                             | 1931          | Il vagabondo                     | |
| 57 | 1926           | Penelope of the Polyantha       |                                                                             | 1934          | La nave dei misteri              | Penelope del Polyantha |
| 58 | 1926           | The square emerald              | The girl from Scotland Yard The woman                                       | 1932          | La collana di smeraldi           | Smeraldo fatale Lo smeraldo maledetto |
| 59 | 1926           | The Terrible People             | The Gallows                                                                 | 1933          | Occhio per occhio                | La mano del forzato Mercanti di morte |
| 60 | 1926           | The Three Just Men              |                                                                             | 1932          | I tre giusti                     | |
| 61 | 1926           | We Shall See!                   | The Gaol-Breaker                                                            | 1937          | L'incognita di Montecarlo        | Uno sparo nel buio |
| 62 | 1926           | The Yellow Snake                | The Black Tenth                                                             | 1934          | Il mercante di Siangtan          | Il sogno di Fing-Su Il segreto del serpente giallo |
| 63 | 1927           | Big foot                        |                                                                             | 1933          | L'orma del gigante               | L'orma del piede L'orma gigante |
| 64 | 1927           | The Feathered Serpent           | Inspector Wade Insp.Wade & the Feathered Serpent                            | 1930          | L'inafferrabile                  | Il serpente piumato L'enigma del serpente piumato |
| 65 | 1927           | Flat 2                          |                                                                             | 1931          | L'appartamento n° 2              | Il levantino Louba il levantino |
| 66 | 1927           | The Forger                      | The Clever One The Counterfeiter                                            | 1935          | Moneta falsa                     | Il falsario |
| 67 | 1927           | The Hand of Power               | The Proud Sons of Ragusa                                                    | 1931          | La grande idea                   | Il segno del potere |
| 68 | 1927           | The Man Who Was Nobody          |                                                                             | 1990          | L'uomo che non era nessuno       | |
| 69 | 1927           | Number Six                      |                                                                             |               | Inedito                          | |
| 70 | 1927           | The Squeaker                    | The Squealer The sign of the leopard                                        | 1930          | Il castigo della spia            | |
| 71 | 1927           | Terror Keep                     |                                                                             | 1932          | Il covo sul mare                 | Il castello del terrore Mantenere il terrore |
| 72 | 1927           | The Traitor's Gate              |                                                                             | 1936          | La porta del traditore           | |
| 73 | 1928           | The Double                      | Sinister Halls                                                              | 1932          | Una, o due ?                     | |
| 74 | 1928           | The Flying Squad                |                                                                             | 1934          | La squadra volante               | |
| 75 | 1928           | The Gunner                      | Childred of the Poor Gunman's Bluff                                         | 1934          | Il signore della notte           | Gunner Assassino a pagamento |
| 76 | 1928           | The Thief in the Night          |                                                                             | 1937          | Il diamante rubato               | Il ladro nella notte |
| 77 | 1928           | The Twister                     |                                                                             | 1931          | Il briccone galantuomo           | Il signore della City Il furfante gentiluomo |
| 78 | 1929           | Four Square Jane                | The Fourth Square                                                           | 1937          | I quattro quadrati               | L'inafferrabile |
| 79 | 1929           | The Golden Hades                | Stamped in Gold                                                             | 1935          | Il marchio di pluto              | L'idolo d'oro |
| 80 | 1929           | The Green Ribbon                |                                                                             | 1991          | Il nastro verde                  | |
| 81 | 1929           | The India Rubber Men            | Wolves of the waterfront The pool                                           | 1933          | La taverna sul Tamigi            | La taverna sul fiume Occhi ciechi |
| 82 | 1929           | The Terror                      |                                                                             | 1935          | Paura                            | Terrore |
| 83 | 1930           | The Calendar                    |                                                                             | 1997          | Intrigo all'ippodromo            | |
| 84 | 1930           | The Clue of the Silver Key      | The Silver Key                                                              | 1932          | Il giorno 17                     | L'enigma della chiave d'argento L'indizio della chiave argentata |
| 85 | 1930           | The Lady of Ascot               |                                                                             | 1991          | La contessa di Ascot             | |
| 86 | 1930           | White Face                      |                                                                             | 1933          | Maschera bianca                  | |
| 87 | 1931           | The Coat of Arms                | The Arranways Mystery                                                       | 1936          | L'avventuriero                   | Terrore al castello Mistero al castello |
| 88 | 1931           | The Devil Man                   | Sinister Street Silver steel The life & death of C. Peace                   | 1992          | Una mente diabolica              | |
| 89 | 1931           | The Man at the Carlton          | His Devoted Squealer The Mystery of Mary Grier                              | 1933          | Il bandito invisibile            | Il bandito misterioso |
| 90 | 1931           | On the Spot                     |                                                                             | 1938          | La legge della foresta           | I gangster di Chicago Furia a Chicago |
| 91 | 1932           | The Frightened Lady             | Criminal at Large The Case of Frightend Lady The Mystery of Frightened Lady | 1935          | Il laccio rosso                  | |
| 92 | 1932           | When the Gangs Came to London   | Scotland Yard's Yankee Dick The Gangsters Come to London                    | 1935          | Spavento sulla metropoli         | Terrore su Londra |

### Racconti

#### Ciclo Africano
| N. | Anno | Titolo originale                | Titolo italiano                       | Altro titolo                                                |
| -- | ---- | ------------------------------- | ------------------------------------- | ----------------------------------------------------------- |
| 1  | 1911 | Sanders of the river            | Sanders del fiume                     | Il grande fiume                                             |
| 2  | 1912 | The people of the river         | Il popolo del fiume                   | Nel cuore dell'Africa nera                                  |
| 3  | 1914 | Bosambo of the river            | Bosambo del fiume                     | Bosambo, vivo o morto                                       |
| 4  | 1915 | Bones                           | Quattrossa                            | Bones e Bosambo Bosambo e Quattrossa L'uomo che non dormiva |
| 5  | 1917 | The keepers of the king's peace | I guardiani della pace del re         | I custodi della pace del re Detective d'Africa              |
| 6  | 1918 | Lieutenant Bones                | Il luogotenente Bones Bones in Africa | I guerrieri di Bosambo                                      |
| 7  | 1921 | Bones in London                 | Caccia ai milioni                     | Bones a Londra                                              |
| 8  | 1922 | Sandi the king maker            | Sanders, creatore di re               | Il creatore di re                                           |
| 9  | 1923 | Bones of the river              |                                       | Bones del fiume                                             |
| 10 | 1926 | Sanders                         | Sanders (La magia della paura)        | L'Africa di Sanders                                         |
| 11 | 1928 | Again Sanders                   |                                       | Addio all'Africa                                            |

#### Serie dei Quattro uomini giusti
| N. | Anno | Titolo originale             | Titolo italiano          |
| -- | ---- | ---------------------------- | ------------------------ |
| 1  | 1905 | The Four Just Men            | I quattro giusti         |
| 2  | 1908 | The Council of Justice       | Il consiglio dei quattro |
| 3  | 1918 | The Just Men of Cordova      | I giusti di Cordova      |
| 4  | 1921 | The Law of the Four Just Men | La legge dei quattro     |
| 5  | 1924 | The Three Just Men           | I tre giusti             |
| 6  | 1929 | Again the Three Just Men     | Il ritorno dei tre       |

#### Serie del Signor J. G. Reeder
| N. | Anno | Titolo originale                   | Titolo italiano                                                              |
| -- | ---- | ---------------------------------- | ---------------------------------------------------------------------------- |
| 1  | 1924 | Room 13                            | La stanza n° 13, Il signor Reeder investigatore                              |
| 2  | 1925 | The Mind of Mr. J. G. Reeder       | L'astuzia del signor Reeder, L'astuzia di Mr. Reeder                         |
| 3  | 1927 | Terror Keep                        |                                                                              |
| 4  | 1929 | Red aces                           | Il diario del signor Reeder, Mr. Reeder indaga, Asso di quadri asso di cuori |
| 5  | 1929 | The Crook in Crimson               |                                                                              |
| 3  | 1932 | The Guv'nor & Others Short Stories | Il tesoro                                                                    |

#### Il mago
| N. | Anno | Titolo originale | Titolo italiano     |
| -- | ---- | ---------------- | ------------------- |
| 1  | 1929 | Again the ringer | Il ritorno del mago |

#### Il brigante
| N. | Anno | Titolo originale | Titolo italiano                                  |
| -- | ---- | ---------------- | ------------------------------------------------ |
| 1  | 1927 | The brigand      | Il brigante senza macchia, Il brigante           |
| 2  | 1927 | The mixer        | La ripresa del brigante, Il ritorno del brigante |

#### Vari
| N. | Anno | Titolo originale          | Titolo italiano            |
| -- | ---- | ------------------------- | -------------------------- |
| 1  | 1914 | The admirable Carfew      | L'inimitabile Carfew       |
| 2  | 1918 | The adventures of Heine   | Le avventure di una spia   |
| 3  | 1923 | Chick                     | Chick                      |
| 4  | 1924 | Educated Evans            |                            |
| 5  | 1926 | More educated Evans       | Edito senza titolo         |
| 6  | 1927 | Good Evans                | Bravo Evans!               |
| 7  | 1928 | Elegant Edward            | Edito senza titolo         |
| 8  | 1928 | The orator                | Orator il taciturno        |
| 9  | 1929 | The big four              | Il sindacato del crimine   |
| 10 | 1929 | The black                 | Il segreto del miliardario |
| 11 | 1929 | The cat burglar           |                            |
| 12 | 1929 | Circumstantial evidence   | Il tesoro del Kalahari     |
| 13 | 1929 | Fighting Snub Reilly      |                            |
| 14 | 1929 | For information received  |                            |
| 15 | 1929 | The ghost of Down-Hill    | Il fantasma di Down-Hill   |
| 16 | 1929 | The governor of Chi-Foo   | Il governatore di Chi-Foo  |
| 17 | 1929 | The lady of little hell   |                            |
| 18 | 1929 | The little green man      |                            |
| 19 | 1929 | The lone house mystery    | La casa solitaria          |
| 20 | 1929 | Planetoid 127             | Edito senza titolo         |
| 21 | 1929 | The prison breakers       | Il fuggitivo               |
| 22 | 1929 | The reporter              | Il cronista                |
| 23 | 1930 | The iron grip             | La morsa d'acciaio         |
| 24 | 1930 | Killer Kay                | Edito senza titolo         |
| 25 | 1930 | The lady called Nita      |                            |
| 26 | 1930 | Mrs. William Jones & Bill |                            |
| 27 | 1932 | Sergeant sir Peter        | Il sergente baronetto      |
| 28 | 1932 | The steward               |                            |
| 29 | 1934 | The last adventure        |                            |
| 30 | 1934 | The woman from the east   | Vendetta dall'oriente      |
| 31 | 1963 | The undisclosed client    | Il cliente misterioso      |

## Adattamenti
Dalle opere di Edgar Wallace sono stati tratti svariati film.
A cavallo tra gli anni cinquanta e settanta del XX secolo, diversi suoi racconti e romanzi sono stati fonte d'ispirazione, a volte molto vaga, di film prodotti in Germania, contribuendo a creare nel pubblico tedesco la passione per il giallo. Nasce così in Germania il sottogenere cinematografico denominato "Krimi".